# Kladruby (Teplá)
Kladruby (németül Kladerlas) Teplá településrésze Csehországban a Karlovy Vary-i kerület Chebi járásában. Központi községétől 4,5 km-re keletre fekszik. A 2001-es népszámlálási adatok szerint 25 lakóháza és 48 lakosa van.